# Rovné (okres Svidník)
Rovné je obec na Slovensku v okrese Svidník.

## Symboly obce

### Znak
V modrém štítě na zeleném pažitu zlatý pluh s kolečkem a stříbrnými radlicemi. Znamení na znaku byla zpracována podle pečetidla z roku 1868 a vycházejí ze zemědělského motivu s částečně mluvící symbolikou, která tvoří rovný pažit. Znak byl přijat obecním zastupitelstvem 20. února 1998 a je zapsán v Heraldickém rejstříku SR pod číslem HR: R-63/1998. Autory znaku jsou Jozef Novák a Ladislav Čisárik.

### Vlajka
Vlajka obce sestává ze čtyř podélných pruhů o poměru šířek 3:1:1:3 v barvách modré, žluté, bílé a zelené. Vlajka má poměr stran 2:3 a ukončena je třemi cípy, tj. dvěma zastřihy, sahajícími do třetiny jejího listu.[zdroj?]